# Elektra (film, 2010)
Pour les articles homonymes, voir Elektra et Électre (homonymie).
Pour plus de détails, voir Fiche technique et Distribution.
Elektra est un film indien en malayalam réalisé par Shyamaprasad, sorti le 24 novembre 2010.
Le film met en vedette Manisha Koirala, Prakash Raj, Skanda Ashok et Biju Menon.

## Fiche technique
- Titre : Elektra
- Titre original : ഇലക്ട്ര
- Réalisation : Shyamaprasad
- Scénario : Kiran Prabhakar et Shyamaprasad
- Musique : Alphons Joseph
- Photographie : Sanu John Varughese
- Montage : Vinod Sukumaran
- Production : N. B. Vindhyan
- Pays :  Inde
- Genre : Drame et thriller
- Durée : 131 minutes
- Dates de sortie : 
  -  Inde : 24 novembre 2010 (Festival international du film d'Inde)

## Distribution
- Manisha Koirala : Diana
- Nayanthara : Electra
- Prakash Raj : Abraham / Isaac
- Biju Menon : Peter
- Skanda Ashok : Edwin Abraham
- Sreekumar : le père Ulahannan